# ディズニーキャラクターの一覧
- ディズニー > ディズニーキャラクターの一覧チェシャ猫
- マスコット、キャラクター > マスコットキャラクター一覧 > ディズニーキャラクターの一覧

ディズニーキャラクターの一覧（ディズニーキャラクターのいちらん）は、ディズニーによって管理されるキャラクターの一覧である。個々のキャラクターの解説は、登場作品やキャラクター名のリンク先を参照。
| 目次 | 目次 | 目次 | 目次 | 目次 | 目次 | 目次 | 目次 | 目次 | 目次 | 目次 |
| ---- | ---- | ---- | ---- | ---- | ---- | ---- | ---- | ---- | ---- | ---- |
| わ   | ら   | や   | ま   | は   |      | な   | た   | さ   | か   | あ   |
|      | り   |      | み   | ひ   |      | に   | ち   | し   | き   | い   |
|      | る   | ゆ   | む   | ふ   |      | ぬ   | つ   | す   | く   | う   |
|      | れ   |      | め   | へ   |      | ね   | て   | せ   | け   | え   |
|      | ろ   | よ   | も   | ほ   |      | の   | と   | そ   | こ   | お   |

## あ
- アースラ（リトル・マーメイド）
- アーサー王（王様の剣）→「ワート」を参照
- アイデルリグ（コルドロン）
- アインシュタイン（オリバー ニューヨーク子猫ものがたり）
- アクァータ（リトル・マーメイド）
- アキーラ（ジャングル・ブック）
- アッタ姫（バグズ・ライフ）
- アリエル（リトル・マーメイド）
- アデーラ（リトル・マーメイド）
- アナ（アナと雪の女王）
- アナスタシア（シンデレラ）
- アニータ・ラドクリフ（101匹わんちゃん）
- アビー（チキン・リトル）
- アブー（アラジン）
- アブナー（田舎のネズミ）
- アビゲイル（おしゃれキャット）
- アビゲイル（きつねと猟犬）
- アビゲイル・キャラハン　(ベイマックス)
- アム（わんわん物語）
- アメリア（おしゃれキャット）
- アメリア船長（トレジャー・プラネット）
- アメリカ・フィールドマウス（ミッキーマウス・サンデー）
- アラーナ（リトル・マーメイド）
- アラクアン・バード（三人の騎士）
- アラジン（アラジン）
- アラナデール（ロビン・フッド）
- アリエル（リトル・マーメイド）
- アリス（メイク・マイン・ミュージック）
- アリス（ふしぎの国のアリス）
- アリスタ（リトル・マーメイド）
- アリステア・クレイ（ベイマックス）
- アリスの姉（ふしぎの国のアリス）
- アルキメデス（王様の剣）
- アル・マクウィギン（トイ・ストーリー2）
- アルファ（カールじいさんの空飛ぶ家）
- アルフレッド・リングイニ（レミーのおいしいレストラン）
- アンカー（ファインディング・ニモ）
- アンガス・マクバジャー（イカボードとトード氏）
- アンディ・デイビス（トイ・ストーリー）
- アンドリーナ（リトル・マーメイド）

## い
- イアーゴ（アラジン）
- イーヴィル・クイーン/イーヴィル・ウィッチ（白雪姫）→『白雪姫』の女王を参照
- イーゴ（レミーのおいしいレストラン）
- イーヨー（くまのプーさん）
- イヴ（ウォーリー）
- イヴリン・ディヴァー（インクレディブル・ファミリー）
- イエティ（モンスターズ・インク）
- イェン・シッド（ファンタジア）
- イカボード・クレイン（イカボードとトード氏）
- いかれ帽子屋（ふしぎの国のアリス）→「マッドハッター」を参照
- イタチのギャング団（イカボードとトード氏）
- イタリアン・キャット（おしゃれキャット）
- イメルダ・リヴェラ（リメンバー・ミー）
- イモムシ（ふしぎの国のアリス）
- イラスティガール（Mr.インクレディブル）
- イワン（メイク・マイン・ミュージック）
- イングリッシュ・キャット（おしゃれキャット）

## う
- ヴァイオレット・パー（Mr.インクレディブル）
- ヴァネロペ・フォン・シュウィーツ(シュガー・ラッシュ)
- ウィージー（トイ・ストーリー2）
- ヴィクトリア・リヴェラ（リメンバー・ミー）
- ウィックド・クイーン/ウィックド・ウィッチ（白雪姫）→『白雪姫』の女王を参照
- ウィドウメーカー（メロディ・タイム）
- ウィニフレッド（ジャングル・ブック）
- ウィリー（メイク・マイン・ミュージック）→「くじらのウィリー」を参照
- ウィリー（ファン・アンド・ファンシー・フリー）→「巨人のウィリー」を参照
- ウィンストン（オリバー ニューヨーク子猫ものがたり）
- ウィンストン・ディヴァー（インクレディブル・ファミリー）
- ウェビー・ヴァンダークワック(ダックテイルズ)
- ウェンディ（ピーター・パン）
- ウエンディ・プリークリー（リロ・アンド・スティッチ）
- ウォーターヌース（モンスターズ・インク）
- ウォーリー（ウォーリー）
- ウォルドー（おしゃれキャット）
- ウギー・ブギー（ナイトメアー・ビフォア・クリスマス）
- うさぎどん（南部の唄）→「ブレア・ラビット」を参照
- ウッディ・プライド（トイ・ストーリー）
- ウルカヌス（ファンタジア）

## え
- エイ先生（ファインディング・ニモ）
- エイモス・スレイド（きつねと猟犬）

- エクター（王様の剣）
- エスメラルダ（ノートルダムの鐘）
- エド（ライオン・キング）

- エドガー（おしゃれキャット）
- エドナ・モード（Mr.インクレディブル）
- エビンルード（ビアンカの大冒険）
- エミール（レミーのおいしいレストラン）
- エリック王子（リトル・マーメイド）
- エリー（カールじいさんの空飛ぶ家）
- エリー・メイ（ビアンカの大冒険）
- エリオット（ピートとドラゴン）
- エルサ（アナと雪の女王）
- エルネスト・デラクルス（リメンバー・ミー）
- エレナ・リヴェラ（リメンバー・ミー）
- エレファンシーネ（ファンタジア）
- エロウィー（コルドロン）
- エンジェル（リロ・アンド・スティッチ ザ・シリーズ）
- エンリケ・リヴェラ（リメンバー・ミー）

## お
- 王子（白雪姫）
- 王子（シンデレラ）→「プリンス・チャーミング」を参照
- オウル（くまのプーさん）
- オウル教授（プカドン交響楽）
- オオカミ（メイク・マイン・ミュージック）
- オーグスト・グストー（レミーのおいしいレストラン）
- オート（ウォーリー）
- オートクール（おしゃれキャット）
- オービル（ビアンカの大冒険）
- オーロラ姫/ブライア・ローズ（眠れる森の美女）
- おこりんぼ（白雪姫）→「グランピー」を参照
- オスカル&フェリペ（リメンバー・ミー）
- オズワルド（幸せのうさぎ）
- オットー（ロビン・フッド）
- おとぼけ（白雪姫）→「ドーピー」を参照
- オマリー（おしゃれキャット）→「トーマス・オマリー」を参照
- オラフ（アナと雪の女王）
- オリバー（オリバー ニューヨーク子猫ものがたり）
- オリビア・フラバーシャム（オリビアちゃんの大冒険）
- オルウェン（コルドロン）
- オルゴ（コルドロン）
- オルドゥー（コルドロン）

## か
- カー（ジャングル・ブック）
- ガーギ（コルドロン）
- ガーグル（ファインディング・ニモ）
- カービー（チキン・リトル）
- カール・フレドリクセン（カールじいさんの空飛ぶ家）
- カーロッタ（リトル・マーメイド）
- 海賊たち（ピーター・パン）
- 怪物クジラ（ピノキオ）→「モンストロ」を参照
- ガウチョ（三人の騎士）
- カキたち（ふしぎの国のアリス）
- ガジーム（アラジン）
- カジモド（ノートルダムの鐘）
- ガス（シンデレラ）
- ガストン（美女と野獣）
- カトリーナ・ヴァン・タッセル（イカボードとトード氏）
- カビー（ピーター・パン）
- 狩人（白雪姫）→「兵士」を参照
- カンガ（くまのプーさん）
- ガントゥ（リロ・アンド・スティッチ）
- ガンマ（カールじいさんの空飛ぶ家）

## き
- キアラ（ライオン・キング）
- ギグルズ（ダンボ）
- ギグル・マクディンプルズ（トイ・ストーリー4）
- 議長ネズミ（ビアンカの大冒険）
- きつねどん（南部の唄）→「ブレア・フォックス」を参照
- ギデオン（ピノキオ）
- きのこ（ファンタジア）→「マッシュルーム・ダンサーズ」「ホップ・ロウ」参照
- キャス・ハマダ（ベイマックス）
- キャティ（ダンボ）
- キューピッドたち（ファンタジア）
- 巨人のウィリー（ファン・アンド・ファンシー・フリー）
- ギル（ファインディング・ニモ）
- 銀河連邦議長（リロ・アンド・スティッチ）
- キング（カーズ）
- キング・ルーイ（ジャングル・ブック）

## く
- クイーニー（101匹わんちゃん）
- クイズマスター（101匹わんちゃん）
- グイド（カーズ）
- グーフィー（ミッキー一座）
- グーン（眠れる森の美女）
- くしゃみ（白雪姫）→「スニージー」を参照
- くじらのウィリー（メイク・マイン・ミュージック)
- 首なし騎士（イカボードとトード氏）
- くまどん（南部の唄）→「ブレア・ベア」を参照
- くまのプーさん（くまのプーさん）→「プー」を参照
- クマンバチ（メロディ・タイム）
- グラス・クロウ（ダンボ）
- クラッシュ（ファインディング・ニモ）
- クララ・クラック（ミッキーの芝居見物）
- クララベル・カウ（ミッキーの畑仕事）
- クラリス（リス君は歌姫がお好き）
- グランピー（白雪姫）
- グランプス（ビアンカの大冒険）
- クリーパー（コルドロン）
- グリーン・アーミー・メン（トイ・ストーリー）
- クリストフ（アナと雪の女王）
- クリストファー・ロビン（くまのプーさん）
- クリップルパンツ（トイ・ストーリー3）
- グリムズビー（リトル・マーメイド）
- クルーズ・ラミレス（カーズ/クロスロード）
- クルエラ・ド・ビル（101匹わんちゃん）
- グレイス・マーチン（メイク・マイン・ミュージック）
- クレオ（ピノキオ）
- 軍曹（101匹わんちゃん）→「チブス軍曹」を参照

## け
- ケイ（王様の剣）
- ケイシー（メイク・マイン・ミュージック）
- ケイシー・ジュニア（ダンボ）
- ケヴィン（カールじいさんの空飛ぶ家）
- ケン（トイ・ストーリー3）

## こ
- コウノトリ（ダンボ）
- ゴー・ゴー（ベイマックス）
- コーチマン（ピノキオ）
- ゴーファー（くまのプーさん）
- コーラル（ファインディング・ニモ）
- ごきげん（白雪姫）→「ハッピー」を参照
- 国王（シンデレラ）
- コグスワース（美女と野獣）
- ココ（101匹わんちゃん）
- コッパー（きつねと猟犬）
- コブラ・バブルス（リロ・アンド・スティッチ）
- コレット・タトゥ（レミーのおいしいレストラン）

## さ
- サーカスの団長（ダンボ）→「団長」を参照
- ザーグ（トイ・ストーリー2）
- サージ（カーズ）
- サーシャ（メイク・マイン・ミュージック）
- サー・ヒス（ロビン・フッド）
- サイ（わんわん物語）
- サイクス（オリバー ニューヨーク子猫ものがたり）
- ザズー（ライオン・キング）
- サムソン（眠れる森の美女）
- サラビ（ライオン・キング）
- サラフィナ（ライオン・キング）
- サラ・ホーキンス（トレジャー・プラネット）
- サリー（モンスターズ・インク）
- サリー（カーズ）
- サルタン（アラジン）
- 三月ウサギ（ふしぎの国のアリス）
- サンダーボルト（101匹わんちゃん）

## し
- シア・カーン（ジャングル・ブック）
- ジーニー（アラジン）
- J・サディアス・トード（イカボードとトード氏）→「トード氏」を参照
- J・ワシントン・ファウルフェロー/正直ジョン（ピノキオ）
- ジェシー（トイ・ストーリー2）
- ジェシカ・ラビット（ロジャー・ラビット）
- ジェットサム（リトル・マーメイド）
- ジェニー（メロディ・タイム）
- ジェニー（オリバー ニューヨーク子猫ものがたり）
- ジェニー（ファインディング・ドリー）
- ジェリー（モンスターズ・インク）
- シェリフ（カーズ）
- シェリフ（ロビン・フッド）→「ノッティンガムのシェリフ」を参照
- シェンジ（ライオン・キング）
- ジギー（ジャングル・ブック）
- シス（ロビン・フッド）
- ジゼル（魔法にかけられて）
- シド（トイ・ストーリー）
- ジプシー（バグズ・ライフ）
- ジミニー・クリケット（ピノキオ）
- ジム（わんわん物語）
- ジム・クロウ（ダンボ）→「ダンディ・クロウ」を参照
- ジム・ホーキンス（トレジャー・プラネット）
- ジャクソン・ストーム（カーズ/クロスロード）
- ジャスパー（101匹わんちゃん）
- ジャスミン（アラジン）
- ジャック（シンデレラ）
- ジャック（ファインディング・ニモ）
- ジャック＝ジャック・パー（Mr.インクレディブル）
- ジャック・スケリントン（ナイトメアー・ビフォア・クリスマス）
- ジャドソン夫人（オリビアちゃんの大冒険）
- ジャファー（アラジン）
- ジャンゴ（レミーのおいしいレストラン）
- ジャンバ・ジュキューバ博士（リロ・アンド・スティッチ）
- ジャンボ（ダンボ）
- じゅうたん（アラジン）→「魔法のじゅうたん」を参照
- 酋長（ピーター・パン）→「チーフ」を参照
- 正直ジョン（ピノキオ）→「J・ワシントン・ファウルフェロー」を参照
- 少女（ジャングル・ブック）
- ジョー（メロディ・タイム）
- ジョー（わんわん物語）
- 女王（眠れる森の美女）
- 女王（白雪姫）
- ジョージ・サンダーソン（モンスターズ・インク）
- ジョージ・ダーリング（ピーター・パン）
- ジョック（わんわん物語）
- ジョニー（メイク・マイン・ミュージック）
- ジョニー・アップルシード（メロディ・タイム）
- ジョニーの守護天使（メロディ・タイム）
- ジョルジェット（オリバー ニューヨーク子猫ものがたり）
- ジョン（ピーター・パン）
- ジョン（ウォーリー）
- ジョン・シルバー（トレジャー・プラネット）
- 白雪姫（白雪姫）
- シリル・プラウドボトム（イカボードとトード氏）
- 白ウサギ（ふしぎの国のアリス）
- シンデレラ（シンデレラ）
- シンドローム (Mr.インクレディブル)
- シンバ（ライオン・キング）

## す
- スージー（シンデレラ）
- スージー（青い自動車）
- ズオウ（くまのプーさん）
- スカー（ライオン・キング）
- スカットル（リトル・マーメイド）
- スカンク（ピーター・パン）
- スキッピー（ロビン・フッド）
- スキナー（レミーのおいしいレストラン）
- スキニー（ダンボ）
- スキャット・キャット（おしゃれキャット）
- スクイークス（きつねと猟犬）
- スクルージ・マクダック（スクルージ・マクダックとお金）
- スクワート（ファインディング・ニモ）
- スケッチ（トイ・ストーリー）
- スティッチ（リロ・アンド・スティッチ）
- スターリング（カーズ/クロスロード）
- ステファン王（眠れる森の美女）
- ストローハット・クロウ（ダンボ）
- ストロンボリ（ピノキオ）
- スニージー（白雪姫）
- スヌープス（ビアンカの大冒険）
- スパーキー（スティッチ！ザ・ムービー）
- スミー（ピーター・パン）
- スミティ（モンスターズ・インク）
- スモーキー（カーズ/クロスロード）
- スモーキー・ジョー（三人の騎士）
- スリーピー（白雪姫）
- スリム（バグズ・ライフ）
- スリンキー（トイ・ストーリー）
- スルー・フット・スー（メロディ・タイム）

## せ
- セイウチ（ふしぎの国のアリス）
- ゼウス（ファンタジア）
- ゼット(ゾンビーズ)
- セーラおばさん（わんわん物語）
- セバスチャン（リトル・マーメイド）
- ゼペット（ピノキオ）
- セリア（モンスターズ・インク）
- ゼロ(ナイトメア・ビフォア・クリスマス)
- 先生（白雪姫）

## そ
- ソイル（バグズ・ライフ）
- ソーニャ（メイク・マイン・ミュージック）
- ゾーイ　(ゾンビーズ)
- ソコロ・リヴェラ（リメンバー・ミー）

## た
- ダーティー・ドーソン（101匹わんちゃん）
- ダーラ（ファインディング・ニモ）
- ターラン（コルドロン）
- ターザン（ターザン）
- ターク（ターザン）
- ダーリング（わんわん物語）
- 大尉（101匹わんちゃん）
- タイガー（王様の剣）
- タイガー・リリー（ピーター・パン）
- 大工（ふしぎの国のアリス）
- 大公（シンデレラ）
- 大佐（101匹わんちゃん）
- ダイナ（ふしぎの国のアリス）
- タウザー（101匹わんちゃん）
- タガロング（ロビン・フッド）
- ダグ（カールじいさんの空飛ぶ家）
- ダクシー（わんわん物語）
- ダスティ（プレーンズ）
- ダスティー（カーズ）
- タダシ・ハマダ（ベイマックス）
- ダッシェル・ロバート・パー/ダッシュ（Mr.インクレディブル）
- タツノオトシゴ（リトル・マーメイド）
- ダッキー（トイ・ストーリー4）
- タック（バグズ・ライフ）
- タック神父（ロビン・フッド）
- ダッフィー（ダッフィフレンズ）
- ダッチェス（101匹わんちゃん）
- ダッチェス（おしゃれキャット）
- タッツィー氏（メイク・マイン・ミュージック）
- ダニー（101匹わんちゃん）
- タフィ（わんわん物語）
- タルボット（王様の剣）
- ダレル・カートリップ（カーズ）
- 団長（ダンボ）
- ダンテ（リメンバー・ミー）
- ダンディ・クロウ（ダンボ）
- ダンボ（ダンボ）

## ち
- チーフ（ピーター・パン）
- チーフ（きつねと猟犬）
- チェシャ猫（ふしぎの国のアリス）
- チェルナボーグ（ファンタジア）
- チキン・リトル（チキン・リトル）
- チクタクワニ（ピーター・パン）→「ワニ」を参照
- チック・ヒックス（カーズ）
- チップ（プルートの二等兵）
- チップ（美女と野獣）
- チブス軍曹（101匹わんちゃん）
- チャーミング王子（シンデレラ）→「プリンス・チャーミング」を参照
- チャーリー（モンスターズ・インク）
- チャーリー（ファインディング・ドリー）
- チャールズ・F・マンツ（カールじいさんの空飛ぶ家）
- チャイニーズ・キャット（おしゃれキャット）
- チャム（ファインディング・ニモ）
- チャンドゥ（シンドバット・ストーリーブック・ヴォヤッジ）

## て
- ディアナ（ファンタジア）
- ディアブロ（眠れる森の美女）
- デイヴィッド（リロ・アンド・スティッチ）
- ディーコン（ビアンカの大冒険）
- ディーディ（ビアンカの大冒険）
- ティガー（くまのプーさん）
- ディガー（ビアンカの大冒険）
- ディジー（ジャングル・ブック）
- デイジーダック（ドナルドのメキシカン・ドライブ）
- ティト（オリバー ニューヨーク子猫ものがたり）
- デイビス夫人（トイ・ストーリー）
- ティブス軍曹（101匹わんちゃん）→「チブス軍曹」を参照
- ディム（バグズ・ライフ）
- ティモシー（ダンボ）
- ティモン（ライオン・キング）
- ティラノサウルス（ファンタジア）
- ティンカー・ベル（ピーター・パン）
- ディンキー（きつねと猟犬）
- デール（プルートの二等兵）
- デステニー（ファインディング・ドリー）
- デソート（オリバー ニューヨーク子猫ものがたり）
- テックス・ダイナコ（カーズ）
- デブ/フロー（ファインディング・ニモ）
- デューイ（ドナルドの腕白教育）
- デューク・カブーン（トイ・ストーリー4）
- てれすけ（白雪姫）→「バッシュフル」を参照
- 天使（メロディ・タイム）→「ジョニーの守護天使」を参照

## と
- ドアノブ（ふしぎの国のアリス）
- トゥイード（きつねと猟犬）
- トゥイードル・ダム（ふしぎの国のアリス）
- トゥイードル・ディー（ふしぎの国のアリス）
- トゥルーズ（おしゃれキャット）
- ドーソン博士（オリビアちゃんの大冒険）
- ドードー（ふしぎの国のアリス）
- トード氏（イカボードとトード氏）
- ドーピー（白雪姫）
- ドーマウス（ふしぎの国のアリス）
- トーマス・オマリー（おしゃれキャット）
- ドーリ（コルドロン）
- ドーリー（トイ・ストーリー3）
- ドジャー（オリバー ニューヨーク子猫ものがたり）
- ドック（白雪姫）
- ドック・ハドソン（カーズ）
- トッド（きつねと猟犬）
- ドット姫（バグズ・ライフ）
- トニー（わんわん物語）
- ドナルドダック（かしこいメンドリ）
- トビー（オリビアちゃんの大冒険）
- トビー・タートル（ロビン・フッド）
- トビー・トータス（うさぎとかめ）
- トラスティ（わんわん物語）
- トランプ（わんわん物語）
- トランプ兵（ふしぎの国のアリス）
- ドリー（ファインディング・ニモ）
- トリガー（ロビン・フッド）
- ドリゼラ（シンデレラ）
- トリトン王（リトル・マーメイド）
- トリクシー（トイ・ストーリー）
- ドルベン（コルドロン）
- トレメイン夫人（シンデレラ）
- とんすけ（バンビ）
- とんま（ロビン・フッド）→「ナッツィ」を参照

## な
- ナイジェル（ファインディング・ニモ）
- ナタリー・サートゥン（カーズ/クロスロード）
- ナッツィ（ロビン・フッド）
- ナナ（ピーター・パン）
- ナニ（リロ・アンド・スティッチ）
- ナニー（101匹わんちゃん）
- ナポレオン（おしゃれキャット）
- ナラ（ライオン・キング）
- ナリッサ女王（魔法にかけられて）

## に
- ニードルマン（モンスターズ・インク）
- ニモ（ファインディング・ニモ）
- 人魚たち（ピーター・パン）
- ニック(ズートピア)

## ぬ
- ヌカラ（ライオン・キング）

## ね
- ネズミ（イカボードとトード氏）
- ねぼすけ（白雪姫）→「スリーピー」を参照
- ネロ（ビアンカの大冒険）

## の
- ノッティンガムのシェリフ（ロビン・フッド）

## は
- パーシバル・フォウンスウォーター（101匹わんちゃん）
- バーソロミュー（オリビアちゃんの大冒険）
- ハートの王（ふしぎの国のアリス）
- ハートの女王（ふしぎの国のアリス）
- バート（王様の剣）
- バート（メリー・ポピンズ）
- バーナード（ビアンカの大冒険）
- バービー（トイ・ストーリー2）
- ハープ（ファン・アンド・ファンシー・フリー）→「魔法のハープ」を参照
- パーラ（シンデレラ）
- ハイアワサ（小さなインディアン ハイアワサ）
- ハリソン・ハイタワー三世（タワー・オブ・テラー）
- ハイムリック（バグズ・ライフ）
- バイル（モンスターズ・インク）
- バギーラ（ジャングル・ブック）
- バジー（ジャングル・ブック）
- 馬車屋（ピノキオ）→「コーチマン」を参照
- バジル（オリビアちゃんの大冒険）
- バスター（トイ・ストーリー2）
- バズ・ライトイヤー（トイ・ストーリー）
- バターカップ（トイ・ストーリー3）
- バッカス（ファンタジア）
- バック・クラック（チキン・リトル）
- バッシュフル（白雪姫）
- パッチ（101匹わんちゃん）
- ハッピー（白雪姫）
- パディータ（101匹わんちゃん）
- ハティ大佐（ジャングル・ブック）
- ハデス（ヘラクレス）
- ハト（ふしぎの国のアリス）
- 花たち（ふしぎの国のアリス）
- バニー（トイ・ストーリー4）
- ハニー・レモン（ベイマックス）
- バネッサ（リトル・マーメイド）→「アースラ」を参照
- パパ飛行機（ラテン・アメリカの旅）
- バブルス（ファインディング・ニモ）
- パブロ（三人の騎士）
- ハム（トイ・ストーリー）
- ハムスターヴィール博士（スティッチ！ザ・ムービー）
- 早撃ち（ロビン・フッド）→「トリガー」を参照
- バラ（ふしぎの国のアリス）
- ハリネズミ（ふしぎの国のアリス）
- ハル（ウォーリー）
- バルー（ジャングル・ブック）
- バルカン（ファンタジア）→「ウルカヌス」を参照
- ハンク（ファインディング・ドリー）
- ハンス・ウェスタガード（アナと雪の女王）
- パンチート（三人の騎士）
- パンとバタフライ（ふしぎの国のアリス）
- バンビ（バンビ）
- バンビの母親（バンビ）
- バンビの父親（バンビ）→「森の王様」を参照

## ひ
- ビアンカ（ビアンカの大冒険）
- ピーター（メイク・マイン・ミュージック）
- ピーター・パン（ピーター・パン）
- ピート
- ヒイタチ（くまのプーさん）
- ピーチ（ファインディング・ニモ）
- ピート（アリス・コメディー）
- ビーバー（わんわん物語）
- B・マクレア（ウォーリー）
- ヒーラム・フラバーシャム（オリビアちゃんの大冒険）
- ビクシー（きつねと猟犬）
- ピグレット（くまのプーさん）
- ビッグ・トート（メロディ・タイム）
- ビッグ・バッド・ウルフ（三匹の子ぶた）
- ビッグ・ママ（きつねと猟犬）
- ピノキオ（ピノキオ）
- ヒューイ（ドナルドの腕白教育）
- ヒューバート王（眠れる森の美女）
- ビル（ふしぎの国のアリス）
- ヒロ・ハマダ (ベイマックス)
- ピロクテテス/フィル（ヘラクレス）

## ふ
- ファイファー・ピッグ（三匹の子ぶた）
- ファット・クロウ（ダンボ）
- ファリーン（バンビ）
- ファンガス（モンスターズ・インク）
- フィガロ（ピノキオ）
- フィジット（オリビアちゃんの大冒険）
- フィッシュ（チキン・リトル）
- フィドラー・ピッグ（三匹の子ぶた）
- フィリップ（美女と野獣）
- フィリップ王子（眠れる森の美女）
- フィリップ・シャーマン（ファインディング・ニモ）
- フィルモア（カーズ）
- フィン・マックミサイル（カーズ2）
- ブー（モンスターズ・インク）
- プー (くまのプーさん）
- ブーマー（きつねと猟犬）
- ファウルフェロー（ピノキオ）
- フェアリー・ゴッドマザー（シンデレラ）
- フェイギン（オリバー ニューヨーク子猫ものがたり）
- フェザーダスター（美女と野獣）
- フェリシア（オリビアちゃんの大冒険）
- フェルディ（ミッキーの道路工事）
- フェルディナンド（牡牛のフェルディナンド）
- フォーキー（トイ・ストーリー4）
- フォーナ（眠れる森の美女）
- フォクシー（ピーター・パン）
- フクロウ（バンビ）
- フック船長（ピーター・パン）
- ブライア・ローズ（眠れる森の美女）→「オーロラ姫」を参照
- プラクティカル・ピッグ（三匹の子ぶた）
- ブラダス（ファンタジア）
- フラップス（ジャングル・ブック）
- フラミンゴ（ふしぎの国のアリス）
- フラワー（バンビ）
- フランシス（オリバー ニューヨーク子猫ものがたり）
- フランシス（バグズ・ライフ）
- フランダー（リトル・マーメイド）
- フランチェスコ・ベルヌーイ（カーズ2）
- プリーチャー・クロウ（ダンボ）
- ブリート（三人の騎士）
- フリオ・リヴェラ（リメンバー・ミー）
- プリシー（ダンボ）
- プリシー（101匹わんちゃん）
- フリック（バグズ・ライフ）
- プリンス（白雪姫）→「王子」を参照
- プリンス・ジョン（ロビン・フッド）
- プリンス・チャーミング（シンデレラ）
- プリンセス（101匹わんちゃん）
- フリント（モンスターズ・インク）
- フリン・ライダー/ユージーン・フィッツハーバート（塔の上のラプンツェル）
- ブル（わんわん物語）
- フルーク（ファインディング・ドリー）
- ブルース（ファインディング・ニモ）
- フルーダー（コルドロン）
- ブルータス（ビアンカの大冒険）
- プルート（ミッキーの陽気な囚人）
- ブルーノ（シンデレラ）
- ブルー・フェアリー（ピノキオ）
- フルーフルー（おしゃれキャット）
- ブルズアイ（トイ・ストーリー）
- ブレア・フォックス/きつねどん（南部の唄）
- ブレア・ベア/くまどん（南部の唄）
- ブレア・ラビット/うさぎどん (南部の唄）
- フレッド（ベイマックス）
- フロー（カーズ）
- ブロート（ファインディング・ニモ）
- フローラ（眠れる森の美女）
- フローラ先生（バグズ・ライフ）
- プロスペクター/スティンキー・ピート（トイ・ストーリー2）
- フロゾン（Mr.インクレディブル）
- フロットサム（リトル・マーメイド）
- プロフェッサー・オウル（プカドン交響楽）→「オウル教授」を参照
- ブロム・ボーンズ（イカボードとトード氏）
- フロロー判事（ノートルダムの鐘）
- プンバァ（ライオン・キング）

## へ
- 兵士（白雪姫）
- ベイマックス（ベイマックス）
- ベイリー（ファインディング・ドリー）
- ペイン（ヘラクレス）
- ベータ（カールじいさんの空飛ぶ家）
- ペガサス・ファミリー（ファンタジア）
- ペグ（わんわん物語）
- ヘクター・リヴェラ（リメンバー・ミー）
- ペコス・ビル（メロディ・タイム）
- ベッキー（ファインディング・ドリー）
- ヘッドレス・ホースマン（イカボードとトード氏）→「首なし騎士」を参照
- ペドロ（ラテン・アメリカの旅）
- ペドロ（わんわん物語）
- ベニー（ロジャー・ラビット）
- ペニー（ビアンカの大冒険）
- ベビー・エレファント（ジャングル・ブック）
- ペピータ（リメンバー・ミー）
- ベビー・ハーマン（ロジャー・ラビット）
- ヘラクレス（ヘラクレス）
- ペリノー（王様の剣）
- ベル（美女と野獣）
- ベルリオーズ（おしゃれキャット）
- ベン（トレジャー・プラネット）
- ベン・アリ・ゲーター（ファンタジア）
- ヘン・ウェン（コルドロン）
- ペンギンのウェイター（メリー・ポピンズ）
- ヘンリー（カントリーベア・シアター）
- ヘンリー・コーイ（メイク・マイン・ミュージック）

## ほ
- ほうき（ファンタジア）
- ホーレス（101匹わんちゃん）
- ホーレス・ホースカラー（ミッキーの畑仕事）
- ボー・ピープ（トイ・ストーリー）
- ホーンド・キング（コルドロン）
- ポカホンタス（ポカホンタス）
- ホセ・キャリオカ（ラテン・アメリカの旅）
- ポット夫人（美女と野獣）
- ホッパー（バグズ・ライフ）
- ホップ・ロウ（ファンタジア）
- ボニー・アンダーソン（トイ・ストーリー3）
- ボブ・カトラス（カーズ）
- ホリー・シフトウェル（カーズ2）
- ボリス（わんわん物語）
- ホワイティー（メイク・マイン・ミュージック）
- ホワイト・ラビット（ふしぎの国のアリス）→「白ウサギ」を参照
- ボンゴ（ファン・アンド・ファンシー・フリー）
- ポンゴ（101匹わんちゃん）
- ボンファミーユ婦人（おしゃれキャット）

## ま
- マーチ・ヘアー（ふしぎの国のアリス）→「三月ウサギ」を参照
- マートル・エドモンズ（リロ・アンド・スティッチ）
- マーリン（ファインディング・ニモ）
- マイク・ワゾウスキ（モンスターズ・インク）
- マイケル（ピーター・パン）
- 迷子たち（ピータ・パン）→「スカンク」「フォクシー」「カビー」「ラクーン・ツインズ」「ラビット」を参照
- マイルズ・アクセルロッド（カーズ2）
- マウストリア女王（オリビアちゃんの大冒険）
- 魔女（白雪姫）→『白雪姫』の女王を参照
- マダム・ミム（王様の剣）
- マダム・メデューサ（ビアンカの大冒険）→「メデューサ」を参照
- マック（カーズ）
- マックス（パパはグーフィー）
- マックス（リトル・マーメイド）
- マックス・ヘアー（うさぎとかめ）
- マッシュルーム・ダンサーズ（ファンタジア）
- マッドハッター（ふしぎの国のアリス）
- マニー（バグズ・ライフ）
- 魔法の鏡（白雪姫）
- 魔法のじゅうたん（アラジン）
- 魔法のハープ（ファン・アンド・ファンシー・フリー）
- ママ飛行機（ラテン・アメリカの旅）
- マリアン姫（ロビン・フッド）
- マリー（おしゃれキャット）
- マレフィセント（眠れる森の美女）

## み
- ミーコ（ポカホンタス）
- ミゲル・リヴェラ（リメンバー・ミー）
- Mr.インクレディブル（Mr.インクレディブル）
- Mr. ポテトヘッド（トイ・ストーリー）
- Mrs. ポテトヘッド（トイ・ストーリー）
- ミス・スカンク（バンビ）
- ミスター・スミー（ピーター・パン）→「スミー」を参照
- ミス・バニー（バンビ）
- ミス・ビアンカ（ビアンカの大冒険）→「ビアンカ」を参照
- ミス・フリッター（カーズ/クロスロード）
- ミッキーマウス（蒸気船ウィリー）
- ミニーマウス（蒸気船ウィリー）
- ミラージュ（Mr.インクレディブル）
- ミラ・ユパノーバ（ファンタジア）
- ミラベル・マドリガル（ミラベルと魔法だらけの家

## む
- ムーシュー（ムーラン）
- ムーラン（ムーラン）
- ムッシュー・ダルク（美女と野獣）
- ムファサ（ライオン・キング）

## め
- メアリー（ウォーリー）
- メアリー・ダーリング（ピーター・パン）
- メイトリアーク（ダンボ）
- メージャー（シンデレラ）
- メーター（カーズ）
- メガラ/メグ（ヘラクレス）
- メデューサ（ビアンカの大冒険）
- メリーウェザー（眠れる森の美女）
- メリー・ポピンズ（メリー・ポピンズ）
- メリダ（メリダとおそろしの森）
- メリンダ（ファンタジア）

## も
- モー（ウォーリー）
- モアナ(モアナと伝説の海)
- モーグリ（ジャングル・ブック）
- モーティー（ミッキーの道路工事）
- モーティマー・マウス（ミッキーのライバル大騒動）
- モーバの魔女（コルドロン）→「オルウェン」「オルゴ」「オルドゥー」参照
- モーフ（トレジャー・プラネット）
- モーリス（美女と野獣）
- モグラ（イカボードとトード氏）
- モメラス（ふしぎの国のアリス）
- モリー（トイ・ストーリー）
- 森の王様（バンビ）
- モルト（バグズ・ライフ）
- モンストロ（ピノキオ）
- モンティ（田舎のネズミ）

## や
- ヤオ（ムーラン）
- 野獣/王子（美女と野獣）
- ヤヤー（三人の騎士）
- ヤング・オイスター（ふしぎの国のアリス）→「カキたち」を参照

## ゆ
- ユージーン・フィッツハーバート（塔の上のラプンツェル）→「フリン・ライダー」を参照

## よ
- 妖精（シンデレラ）→「フェアリー・ゴッドマザー」を参照
- ヨロコビ（インサイド・ヘッド）

## ら
- ライトニング・マックィーン（カーズ）
- ラクーン・ツインズ（ピーター・パン）
- ラジャー（アラジン）
- ラズール（アラジン）
- ラスティー（カーズ）
- ラダー（ファインディング・ドリー）
- ラッキー（眠れる森の美女）
- ラッキー（101匹わんちゃん）
- ラッセル（カールじいさんの空飛ぶ家）
- ラティガン（オリビアちゃんの大冒険）
- ラビット（ピーター・パン）
- ラビット（くまのプーさん）
- ラフィエット（おしゃれキャット）
- ラプンツェル（塔の上のラプンツェル）
- ラマ（ラテン・アメリカの旅）
- ラマ（ジャングル・ブック）
- ラモーン（カーズ）
- ラルフ（シュガーラッシュ）
- ラント（チキン・リトル）
- ランドール（モンスターズ・インク）
- ランバート（優しいライオン ランバート）
- ランプウィック（ピノキオ）
- ランプジョー（ファン・アンド・ファンシー・フリー）

## り
- リジー（カーズ）
- リタ（オリバー ニューヨーク子猫ものがたり）
- リチャード王（ロビン・フッド）
- リック・ディッカー（Mr.インクレディブル）
- リトル・グリーン・メン（トイ・ストーリー）
- リトル・ジョン（ロビン・フッド）
- リトル・トート（メロディ・タイム）
- リャマ（ラテン・アメリカの旅）→「ラマ」を参照
- リロ（リロ・アンド・スティッチ）
- リロイ（リロイ・アンド・スティッチ）
- リーナ・ベル(ダッフィーフレンズ)

## る
- ルイ（オリバー ニューヨーク子猫ものがたり）
- ルイ（リトル・マーメイド）
- ルイサ・リヴェラ（リメンバー・ミー）
- ルイジ（カーズ）
- ルーイ(ダックテイルズ)
- ルー（くまのプーさん）
- ルーク（ビアンカの大冒険）
- ルーシー（101匹わんちゃん）
- ルードヴィッヒ・フォン・ドレイク（ポピュラーソング・シンポジウム）
- ルーファス（ビアンカの大冒険）
- ルーベン（スティッチ！ザ・ムービー）
- ル・フウ（美女と野獣）
- ルミエール（美女と野獣）
- ルルベル（ファン・アンド・ファンシー・フリー）

## れ
- レイバン（白雪姫）
- レックス（トイ・ストーリー）
- レック・イット・ラルフ（シュガー・ラッシュ）
- レッド（カーズ）
- レディ（わんわん物語）
- レディ・クラック（ロビン・フッド）
- レニー（トイ・ストーリー）
- レミー（レミーのおいしいレストラン）

## ろ
- ロージー（バグズ・ライフ）
- ローリー（101匹わんちゃん）
- ロール（バグズ・ライフ）
- ロクフォール（おしゃれキャット）
- ロシアン・キャット（おしゃれキャット）
- ロシータ・リヴェラ（リメンバー・ミー）
- ロジャー・ラドクリフ（101匹わんちゃん）
- ロジャー・ラビット（ロジャー・ラビット）
- ロズ（モンスターズ・インク）
- ロスコー（オリバー ニューヨーク子猫ものがたり）
- ロスト・ボーイズ（ピーター・パン）→「迷子たち」を参照
- ロッツォ・ハグベア（トイ・ストーリー3）
- ロノ（バンビ）
- ロバート・キャラハン　(ベイマックス)
- ロビン・フッド（ロビン・フッド）

## わ
- ワート（王様の剣）
- ワードローブ（美女と野獣）
- ワサビ（ベイマックス）
- ワニ（ピーター・パン）

## 関連書籍
- Encyclopedia of Walt Disney's Animated Characters (John Grant, Disney, 1998) ISBN 0786863366
- ディズニー・キャラクター・ブック（柳生すみまろ、講談社、1997年） ISBN 4062083264